# Colegio San Agustín (Santiago de Chile)
El Colegio San Agustín (en periodos llamado Liceo San Agustín) es un tradicional colegio católico y privado, fundado por los frailes de la Orden de San Agustín en Chile, en la ciudad de Santiago. Si bien sus orígenes se remontan al periodo del Reino de Chile, fue oficialmente fundado en 1885. De él han egresado importantes personajes de la historia, la política, los medios, las ciencias, y las artes de Chile.
Su modelo educativo es reconocido por fomentar la apertura, tolerancia, y diversidad, con un énfasis en la libertad (incluyendo la libertad religiosa) y el sentido comunitario. Se le considera pionero en el sistema educativo chileno.

## Historia
El origen del Colegio San Agustín tiene lugar en 1660 cuando los frailes de agustinos en Chile fundan el Convento del Carmen (también conocido como "de La Cañada" o "de la Alameda") en Santiago para establecer ahí una casa de estudios. Más tarde este convento se conocería como "del Colegio Agustino" así como también lo haría una de las calles que lo delimitaba, actualmente llamada Almirante Barroso.

### Periodo en la Alameda
En 1885, los frailes deciden oficialmente abrir el Colegio para la población general, enseñar ahí "todas las humanidades," y que fuese gratuito, fundándose oficialmente el Colegio. Debido a problemas económicos, la Orden solicita a la Santa Sede vender el Convento del Carmen, lo que es autorizado en 1906.

### Periodo en el centro de Santiago

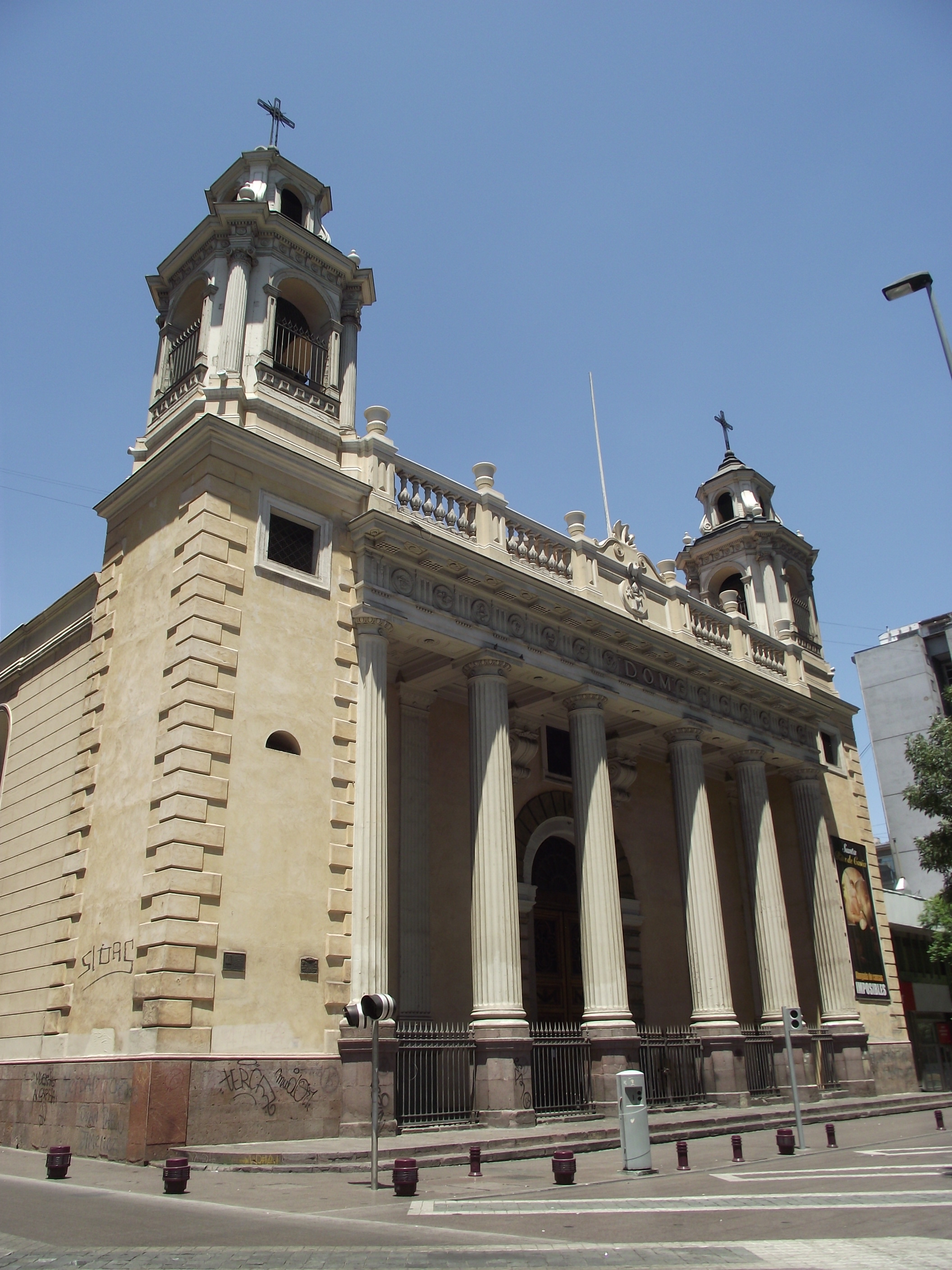
Iglesia del Convento de San Agustín, lugar donde tuvo su segunda ubicación el colegio.

En 1908 el Prior de la Orden en Chile, Fr. Aurelio Luco, propone reabrir el Colegio, esta vez en el Convento Nuestra Señora de Gracia, la casa madre de la Orden en el país. Este convento destacaba por su ubicación en el centro de la capital, por su extensión que abarcaba toda la manzana, y edificación.
El Colegio reabrió sus puertas en 1909. Durante la década de 1920, cambia de nombre a Liceo San Agustín, luego de ser uno de los primeros colegios particulares en adscribirse al nuevo sistema educativo denominado "concéntrico." Durante este periodo el Colegio destaca por su importante infraestructura y equipamiento para la época, además de sus gabinetes de física, química, historia natural, y una amplia biblioteca.
En la década de 1940, el Convento de Santiago se hace pequeño para el tamaño del alumnado. En 1944 la Orden adquiere la Chacra de Valparaíso en la comuna de Ñuñoa donde planea establecer el colegio, un convento para los frailes que atenderían el colegio, y otro convento como casa de formación de religiosos. En Vaticano autoriza la operación en 1953.
Durante el Capítulo Provincial de junio de 1960, los frailes propusieron al Prior General de la Orden la venta de tres cuartos del terreno de su convento principal en Santiago Centro para desarrollar un centro comercial ("Paseo San Agustín") y así generar fondos suficientes para el proyecto en la Chacra de Valparaíso. La Curia General de la Orden aprobó la venta del terreno en febrero de 1963.

### Periodo en Ñuñoa
El 29 de enero de 1964 fue fundado el Convento de San Agustín en Ñuñoa, la casa de los religiosos que trabajarían en el Colegio. La nueva sede educacional abrió sus puertas a las clases de preparatoria el 23 de marzo de 1964 y el 4 de mayo se trasladó la secundaria desde el centro. En el mismo terreno se fundó el Convento Santo Tomás de Villanueva, la cual sería la casa de formación de los religiosos de la provincia. En 1966 se urbanizó y pavimentó la calle Dublé Almeyda lo que dividió el terreno y separó los dos conventos.